# Porte de Pantin (métro de Paris)
Porte de Pantin est une station de la ligne 5 du métro de Paris, située dans le 19e arrondissement de Paris.

## Situation
La station est implantée à la limite administrative entre le quartier du Pont-de-Flandre au nord et le quartier d'Amérique au sud. Elle se trouve sous l'avenue Jean-Jaurès à hauteur du débouché de la rue Eugène-Jumin, non loin de la porte de Pantin, en lisière du parc de la Villette. Approximativement orientée selon un axe nord-est/sud-ouest, elle s'intercale entre les stations Hoche et Ourcq. 
En direction de Place d'Italie, elle est précédée de deux voies de garage en impasse côté banlieue. Celles-ci fusionnent à l'entrée de la station pour former sa voie centrale, qui se raccorde ensuite en talon à la voie latérale pour Place d'Italie, dès la sortie de la station.

## Histoire

### Mise en service
La station est ouverte le 12 octobre 1942, en pleine Seconde Guerre mondiale, avec la mise en service de l'avant-dernier prolongement de la ligne 5 depuis Gare du Nord jusqu'à Église de Pantin. Cette extension est alors permise par la cession définitive du tronçon entre Étoile (actuelle station Charles de Gaulle - Étoile) et Place d'Italie de la ligne 5 à la ligne 6, intervenue le 6 octobre précédent, ce qui évite ainsi de rallonger excessivement les temps de parcours sur ladite ligne 5.
Avec Porte de Bagnolet sur la ligne 3, Porte d'Italie sur la ligne 7 et Porte Dorée sur la ligne 8, il s'agit d'une des quatre stations construites aux portes de la capitale sans avoir joué le rôle de tête de ligne à l'origine, bien que sa configuration particulière à trois voies prolongées par un tiroir de retournement fut conçue pour servir de départ ou de terminus intermédiaire à certaines missions. C'est également l'avant-dernière du réseau à avoir été aménagée à l'emplacement d'une porte de Paris.
La gare de Paris-Bestiaux, désaffectée en 1977, se situait à proximité, sur un embranchement de la Petite Ceinture. Depuis le 15 décembre 2012, la station offre une correspondance avec la ligne 3b du tramway, inaugurée le jour même entre Porte de Vincennes et Porte de la Chapelle.

### Origine des noms
La station doit sa dénomination à sa proximité avec la porte de Pantin, laquelle correspond à une ancienne porte percée dans l'enceinte de Thiers, au débouché de la route d’Allemagne (devenue l’actuelle avenue Jean-Jaurès), qui prit le nom de la commune de Pantin sur laquelle elle s'ouvrait.
La station porte comme sous-titre Parc de la Villette depuis la création du parc éponyme en 1987 sur le site des anciens abattoirs de la Villette au nord de la station, disparus en 1974.

### Modernisations
À la suite de la création de la Cité de la musique en 1995, les quais sont entièrement rénovés avec un aménagement culturel sur le thème musical, caractérisé par des carreaux plats dessinant des notes de musique multicolores, disposées à la manière d'une partition sur les piédroits. Cette modernisation entraîne alors la disparition des faïences d'origine dans le style des années 1940 de l'ex-CMP, décoration caractérisée par ses cadres publicitaires en céramique de couleur marron à motifs géométriques sobres, surmontés de la lettre « M » et mariés au carrelage blanc biseauté.
Dans le cadre du programme « Renouveau du métro » de la RATP, les couloirs de la station et la salle de distribution des titres de transport sont rénovés à leur tour le 4 septembre 2003.
À l'initiative de l'Institut pour la ville en mouvement, la station est, avec Porte de la Villette sur la ligne 7 et Basilique de Saint-Denis sur la ligne 13, une des trois du réseau à recevoir en 2005 une table d'orientation en relief dans son hall d'accueil, destinée aux personnes aveugles et malvoyantes. Testé pour une durée de six mois, l'outil est finalement pérennisé à l'issue de l'expérimentation. La même décennie, la station se dote également d'un ascenseur reliant la salle de distribution à la voirie.
De 2023 à 2024, la voûte surplombant les quais fait l'objet de travaux d'étanchéité, ce qui entraîne une reprise de l'éclairage, notamment sur le quai en direction de Bobigny - Pablo Picasso qui perd alors ses luminaires orange rectangulaires, ceux du quai opposé pour Place d'Italie étant maintenus.

### Jeux olympiques d'été de 2024
Durant les Jeux olympiques et paralympiques d'été de 2024, une signalétique spécifique sur fond rose clair est mise en place par-dessus le nom de la station sur les quais, comme dans une centaine de gares et stations d'Île-de-France, afin de souligner la proximité avec le site du parc de la Villette en l'occurrence, qui accueille le Club France 2024 pour le public. Le site précité est également desservi par la ligne 7 à la station Porte de la Villette.

### Fréquentation
Selon les estimations de la RATP, la station a vu entrer 5 615 256 voyageurs en 2019, ce qui la place à la 69e position des stations du métro de Paris pour sa fréquentation. En 2020, avec la crise du Covid-19, son trafic annuel tombe à 2 336 476 voyageurs, la reléguant alors au 97e rang, avant de remonter progressivement en 2021 avec 3 374 733 entrants comptabilisés, ce qui la classe à la 89e position des stations du réseau pour sa fréquentation cette année-là.

## Services aux voyageurs

### Accès
La station dispose de quatre accès répartis en six bouches de métro, dont un ascenseur et cinq trémies d'escaliers :
- l'accès 1 « Avenue Jean-Jaurès - Parc de la Villette » comprenant un ascenseur et un escalier fixe, débouchant au droit de la Folie information-billetterie qui marque le point d'entrée du parc de la Villette sur la place de la Fontaine-aux-Lions ;
- l'accès 2 « Sente des Dorées » comprenant un escalier fixe et un escalier mécanique montant permettant uniquement la sortie depuis le quai en direction de Bobigny - Pablo Picasso, se trouvant respectivement face aux nos 210 et 200 de l'avenue Jean-Jaurès ;
- l'accès 3 « Rue Adolphe-Mille », constitué d'un escalier fixe, se situant sur le terre-plein impair de l'avenue Jean-Jaurès à l'angle avec l'avenue du Nouveau-Conservatoire, au droit du Conservatoire national supérieur de musique et de danse de Paris ;
- l'accès 4 « Rue Eugène-Jumin », également constitué d'un escalier fixe, débouchant face au no 192 de l'avenue Jean-Jaurès.

L'ensemble des trémies d'escaliers sont agrémentées de balustrades en fer forgé de type Dervaux et, pour les escaliers fixes, d'un candélabre dans ce même style décoratif datant des années 1930.

Accès à la station
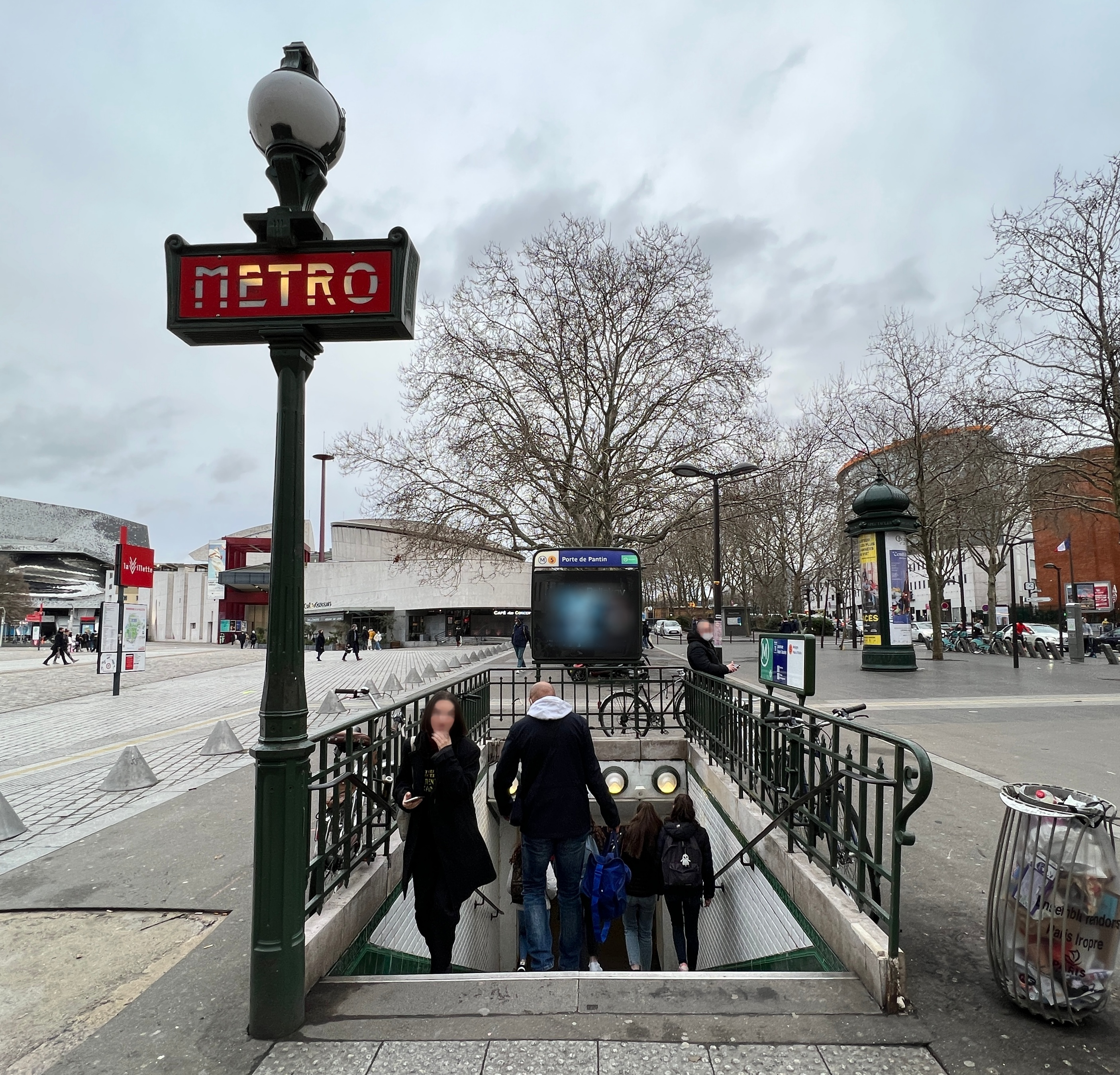
L'accès no 1, « Avenue Jean-Jaurès ».
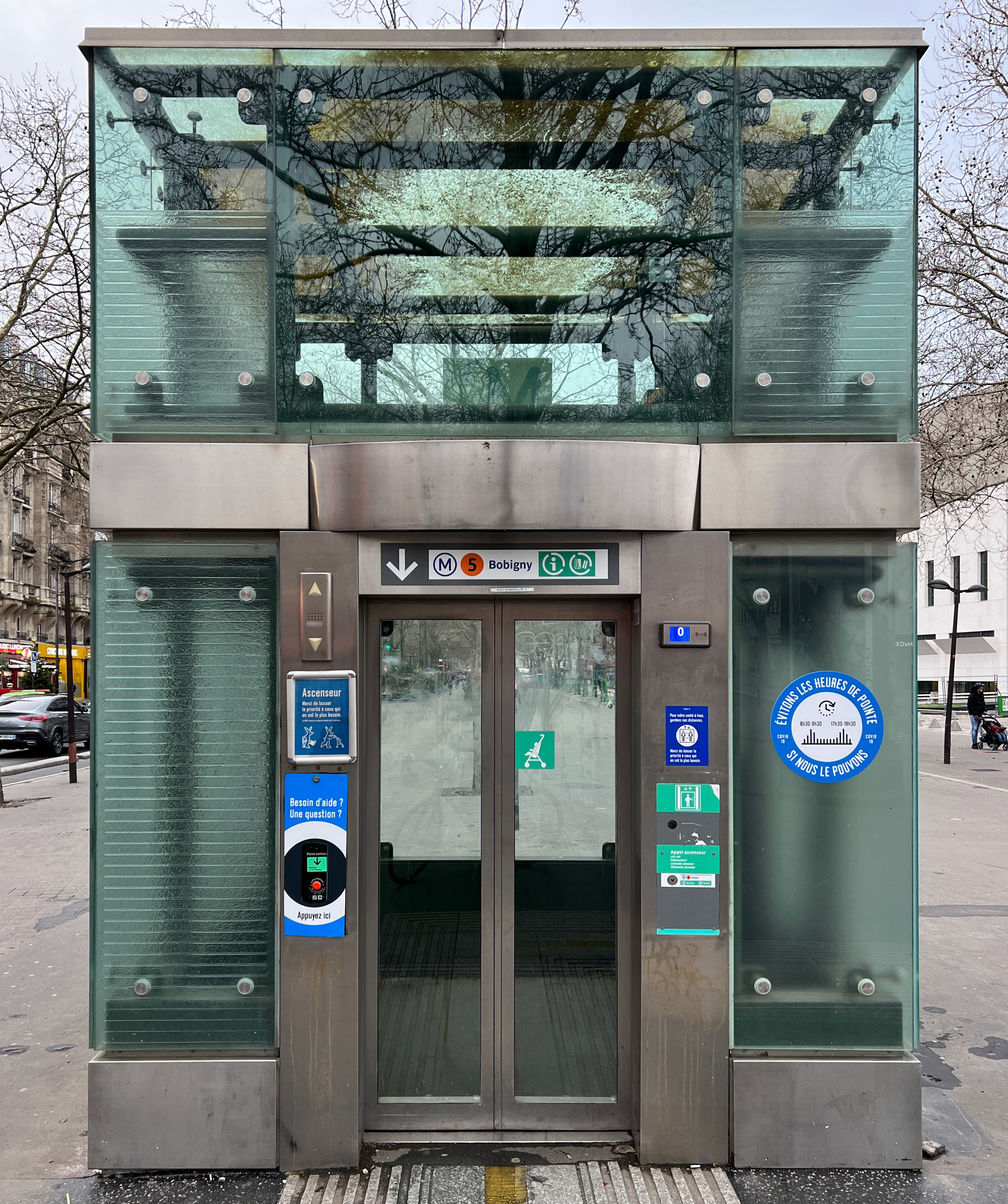
L'ascenseur de l'accès no 1.
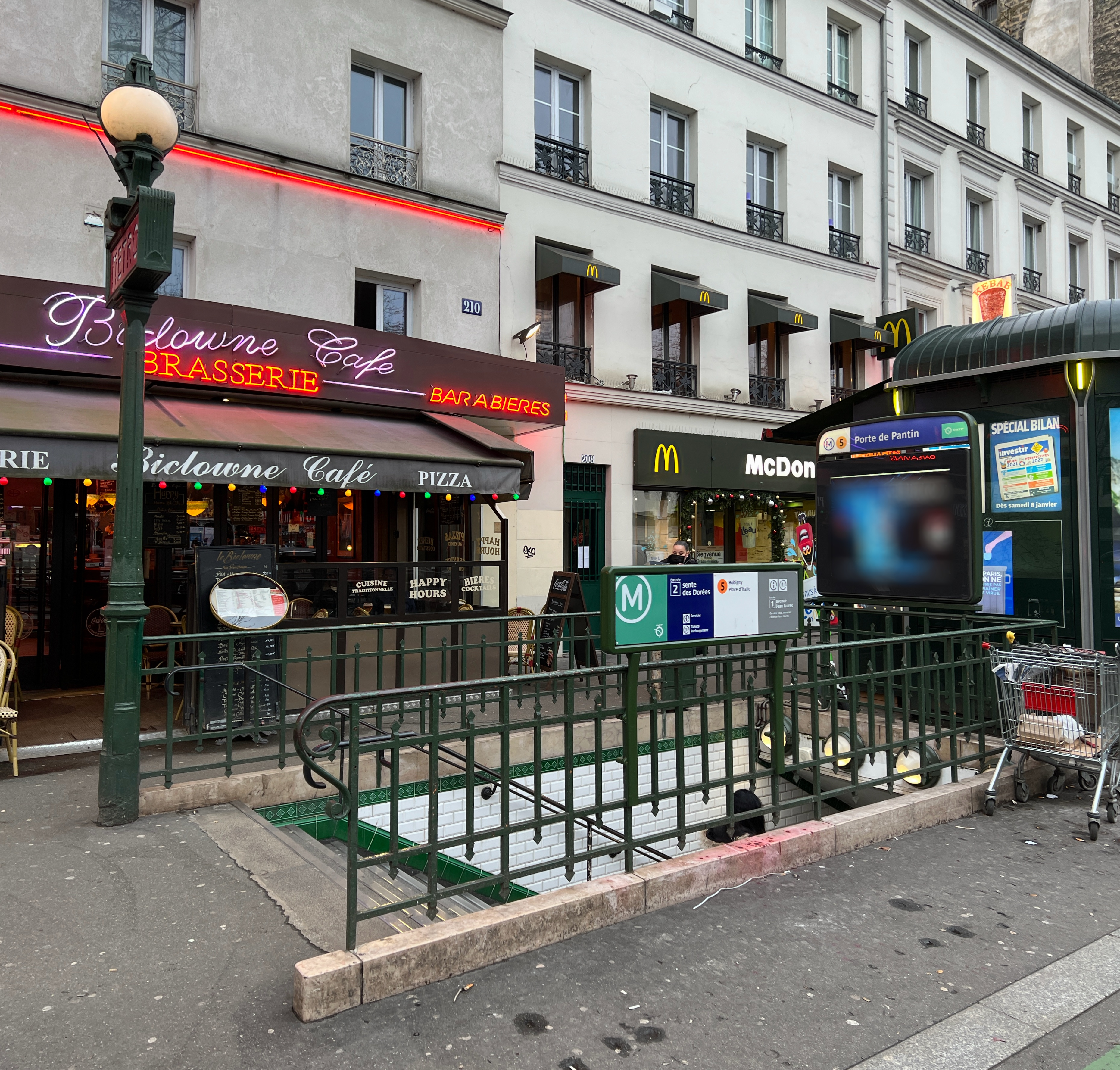
L'accès no 2, « Sente des Dorées ».
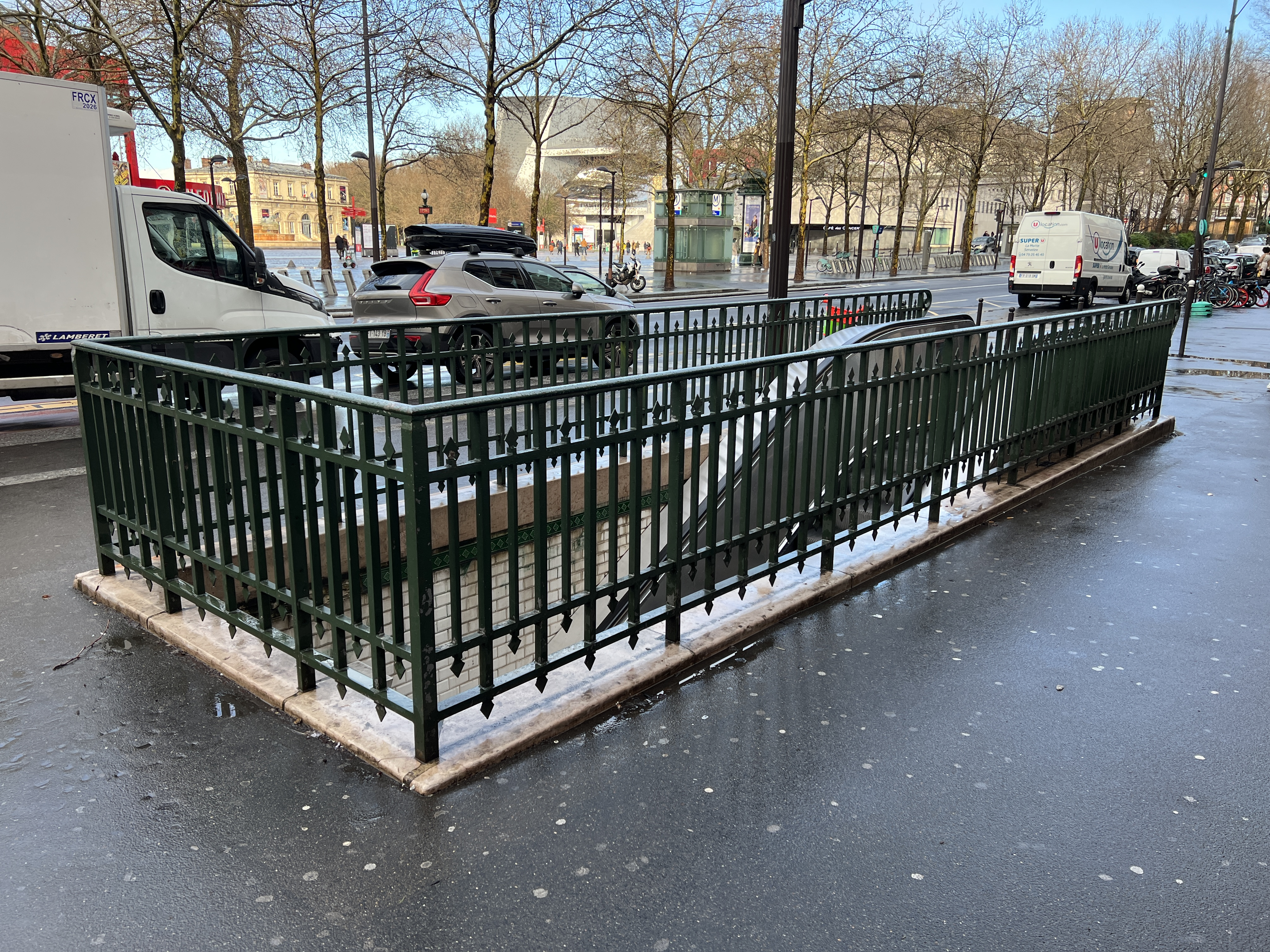
La sortie secondaire rattachée à l'accès no 2.
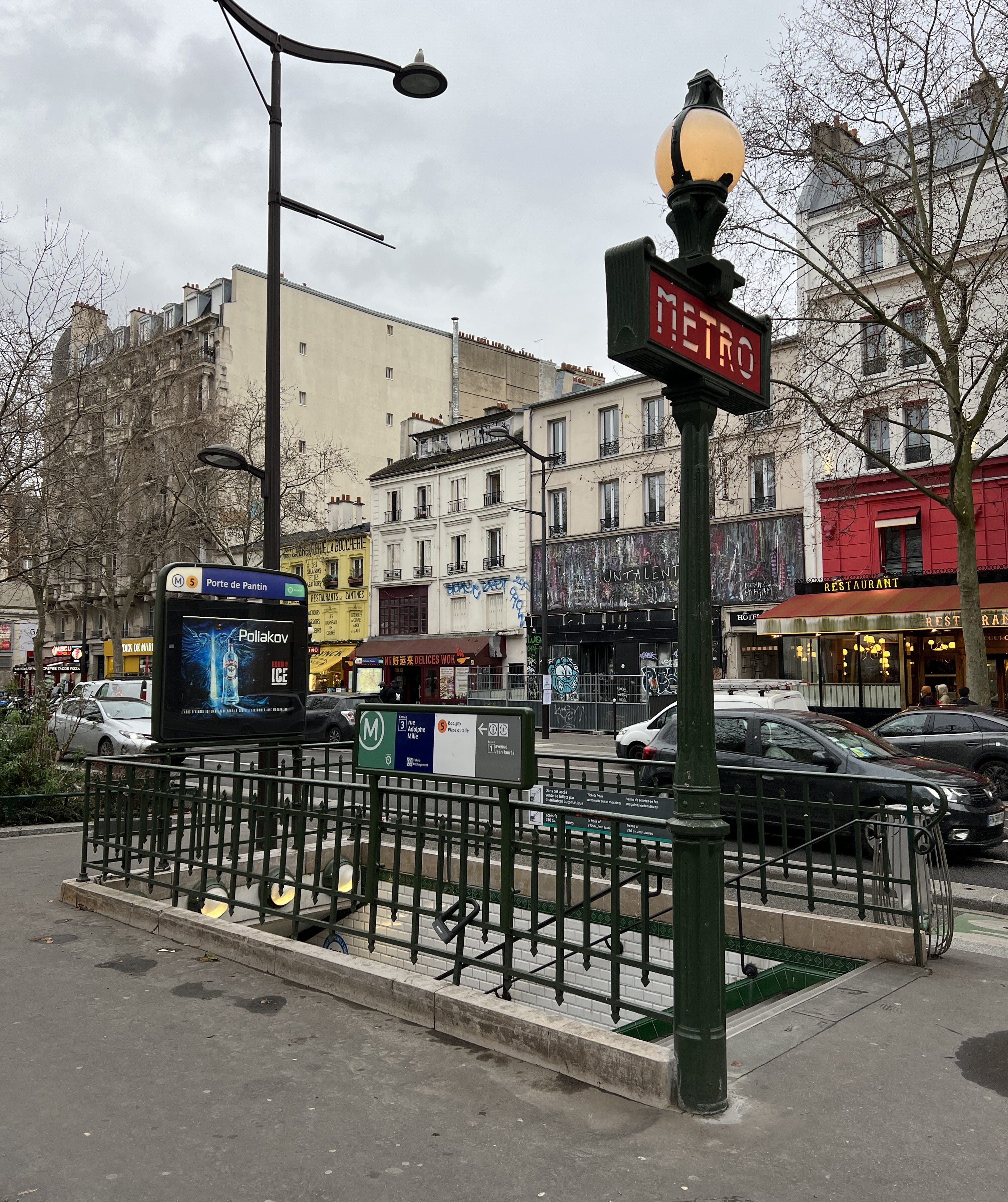
L'accès no 3, « Rue Adolphe-Mille ».
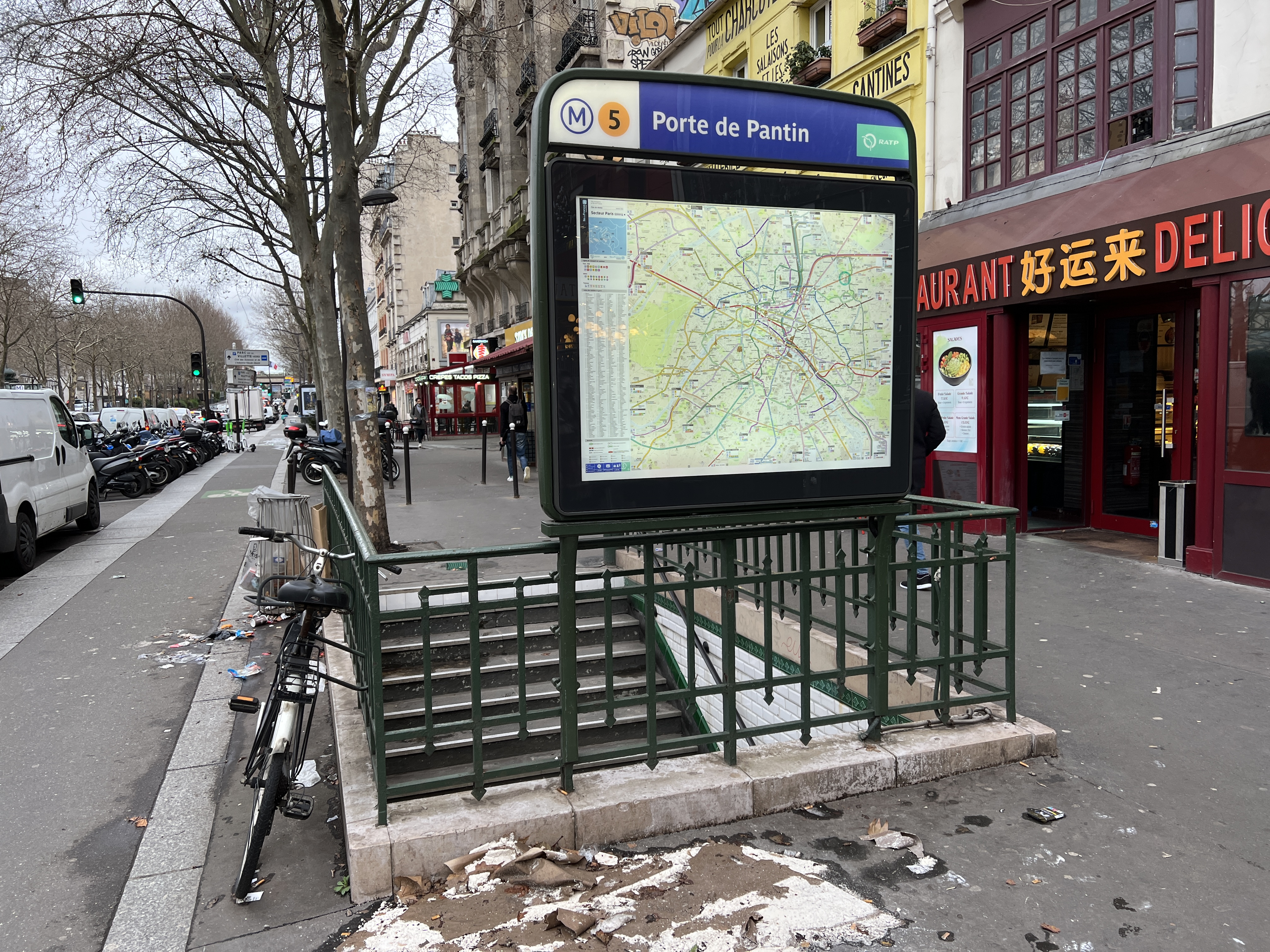
L'accès no 4, « Rue Eugène-Jumin ».

Une table d'orientation métallique en braille, destinée aux personnes aveugles et malvoyantes, est installée depuis 2005 dans la salle de distribution des titres de transport, entre les sorties no 1 et 2. Elle se présente sous la forme de six modules représentant schématiquement, de gauche à droite :
- le 19e arrondissement à l'échelle de Paris intra-muros ;
- les grands axes de circulation et points remarquables qui structurent l'arrondissement précité ;
- l'organisation urbanistique du parc de la Villette avec ses édifices et jardins thématiques ;
- les principaux axes de circulation piétonne au sein du parc de la Villette ;
- les abords immédiats de la station de métro, au niveau de la place de la Fontaine-aux-Lions ;
- le plan des principaux couloirs d'accès et de sortie de ladite station, à son extrémité orientale où se trouve le hall d'accueil.

Sur chaque module, l'itinéraire préconisé pour accéder au site est matérialisé en pointillé.

Table d'orientation de la station
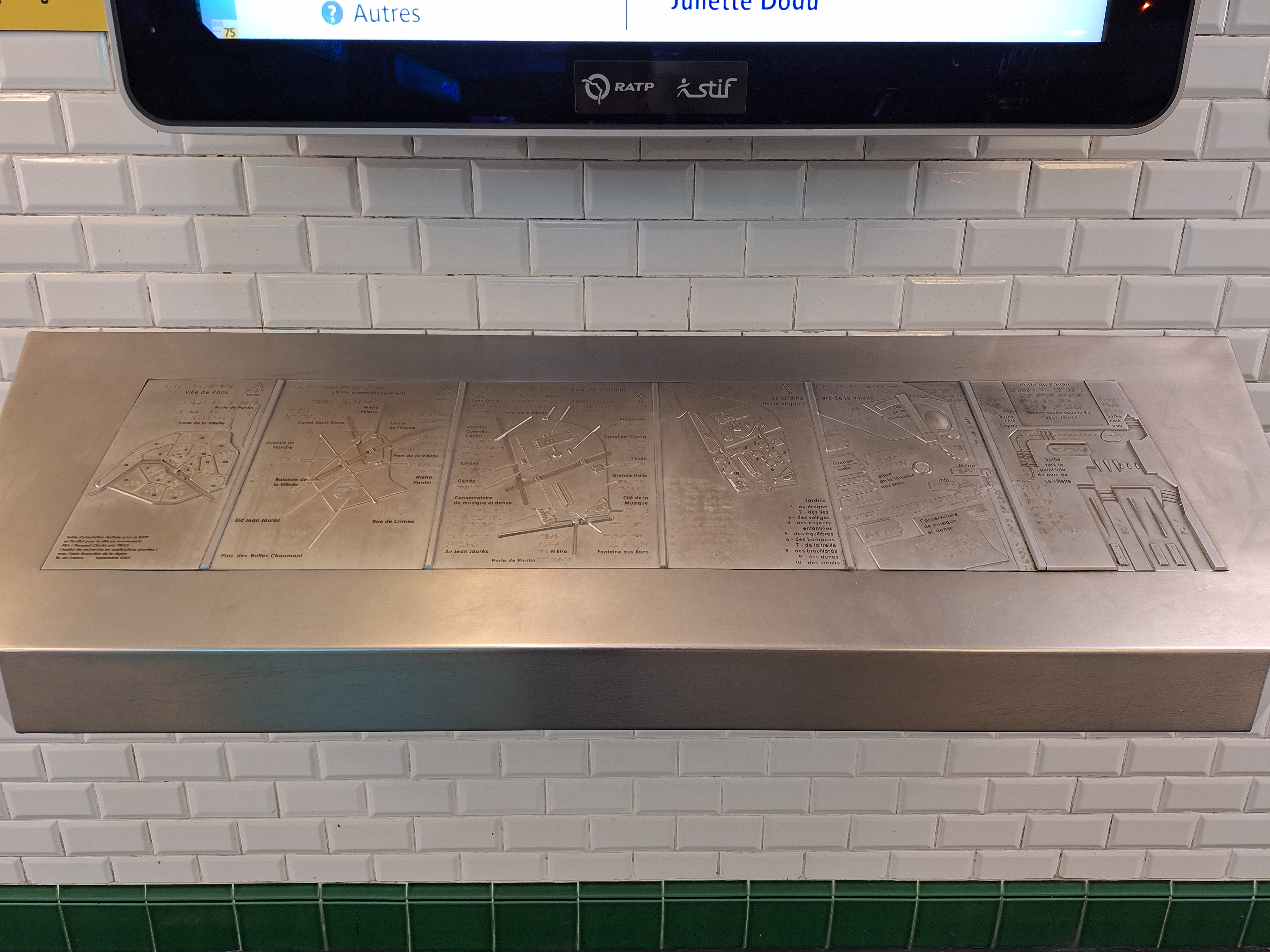
Vue d'ensemble de la table d'orientation en relief.
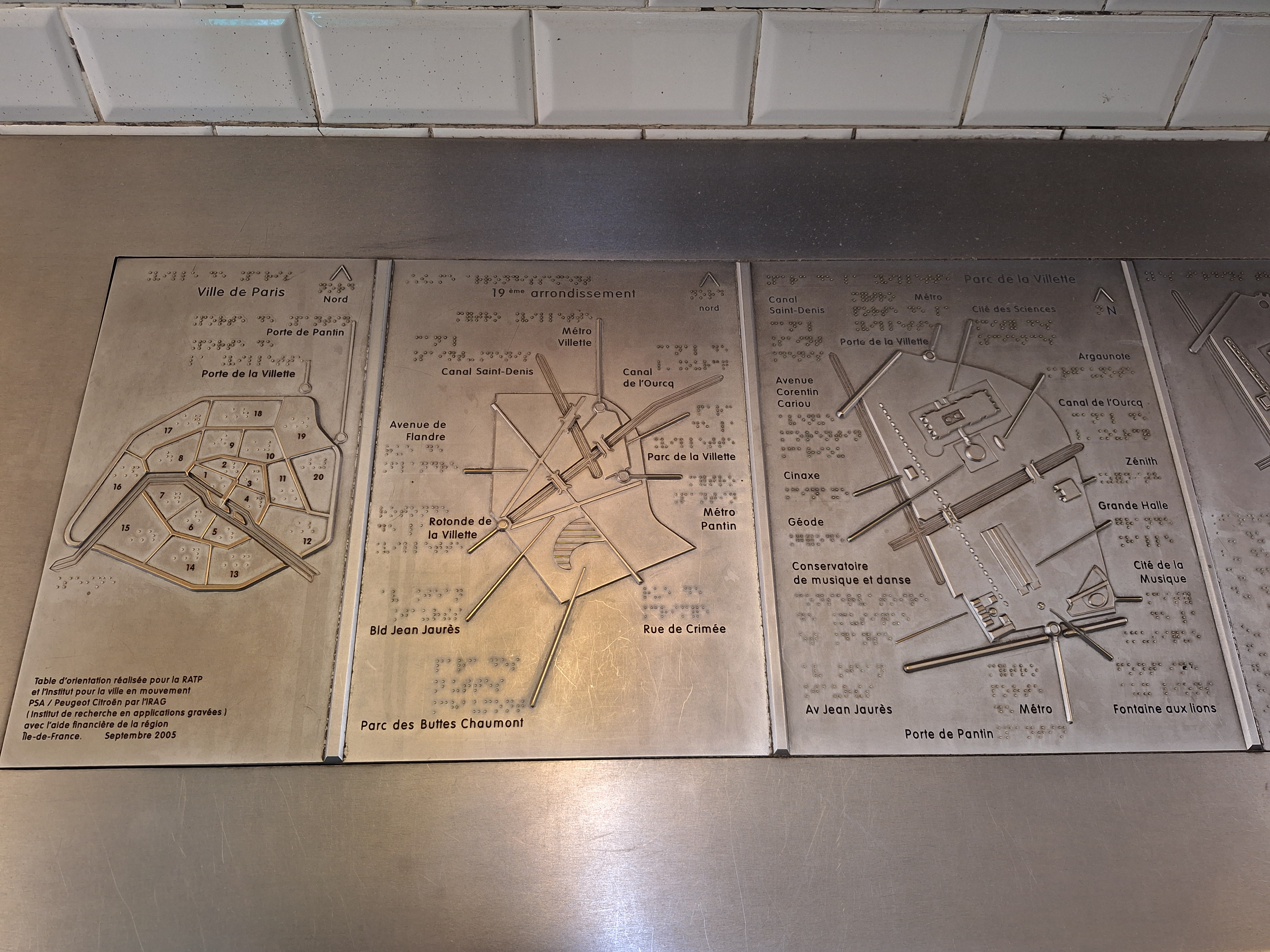
Détail des modules à gauche (échelles éloignées).
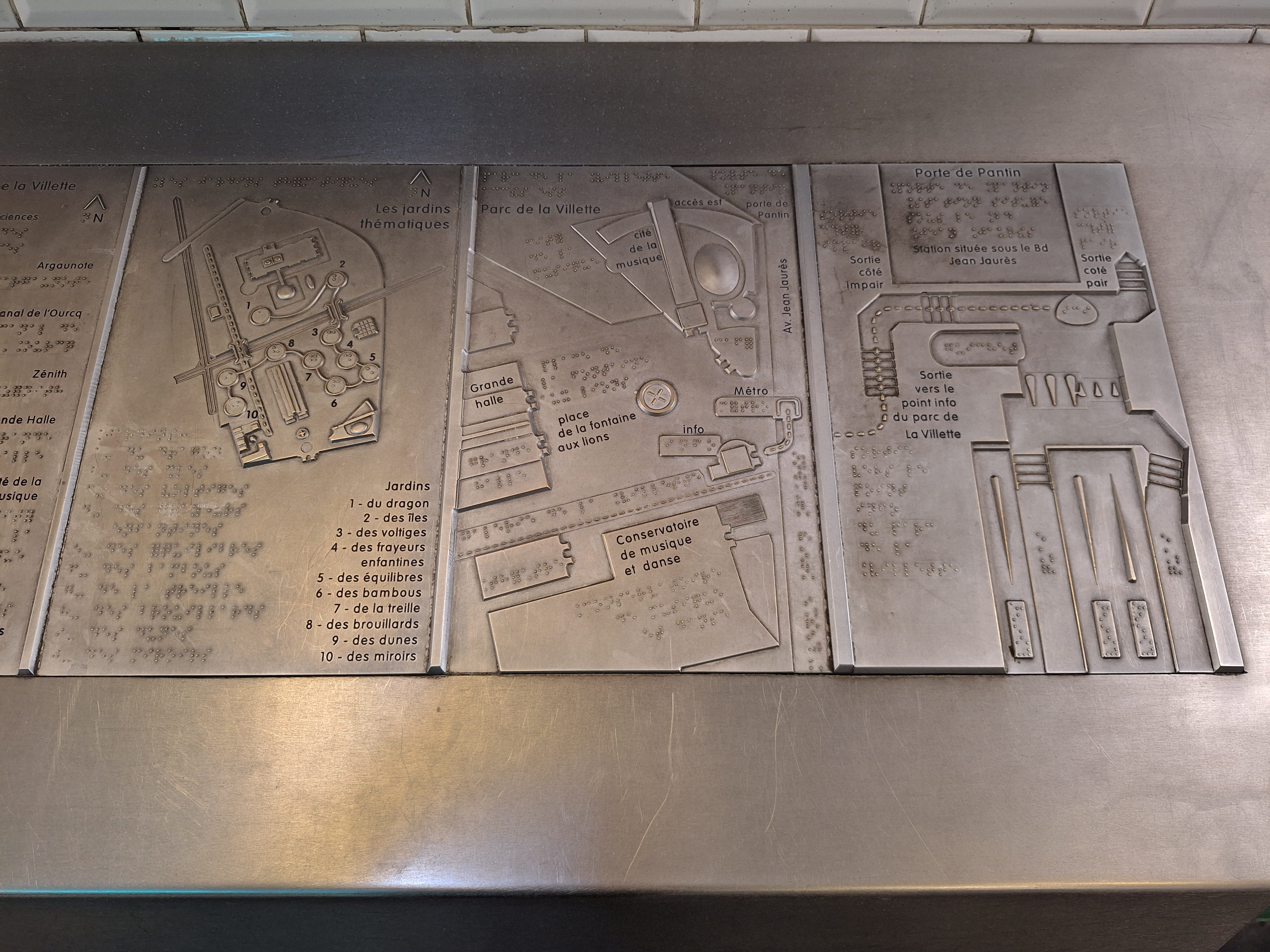
Détail des modules à droite (échelles rapprochées).

### Quais
Porte de Pantin est une station de configuration particulière : conçue pour constituer le terminus intermédiaire de certaines missions, elle possède trois voies desservant deux quais, d'une longueur conventionnelle de 75 mètres, celui en direction de Bobigny - Pablo Picasso (au sud) étant latéral et le quai pour Place d'Italie formant un îlot encadré par deux voies (au nord), selon une disposition commune à de nombreux terminus du métro de Paris. La voie centrale, inutilisée en service commercial, sert au garage des rames et se prolonge en tunnel par deux voies en tiroir, l'une d'elles disposant d'un trottoir de manœuvre. Ces positions de garage étant en impasse côté banlieue, la voie centrale de la station est inaccessible aux trains en provenance de Bobigny : ceux-ci stationnent alors sur la voie latérale (située au nord) et ouvrent leurs portes sur la gauche dans le sens de la marche.
La voûte, de forme elliptique, est peinte en blanc, tandis que les piédroits sont recouverts de carreaux plats blancs et gris, posés horizontalement et alignés en colonnes, lesquels tracent des lignes horizontales évoquant une partition musicale. Des carreaux colorés dessinent des notes de musique de formes diverses, de couleur rouge, bleue, vert olive, orange et jaune, les piédroits étant dépourvus de publicités en conséquence. Le nom de la station est incorporé en lettres capitales dans la faïence murale et inscrit en police de caractères Parisine sur des plaques émaillées au milieu du quai en îlot. Des bancs en lattes de bois sont à disposition des voyageurs et l'éclairage est semi-direct, projeté sur les quais et la voûte, notamment au moyen de luminaires rectangulaires de couleur orange sur le quai nord (l'éclairage du quai sud ayant été remanié au printemps 2024).

Quais de la station
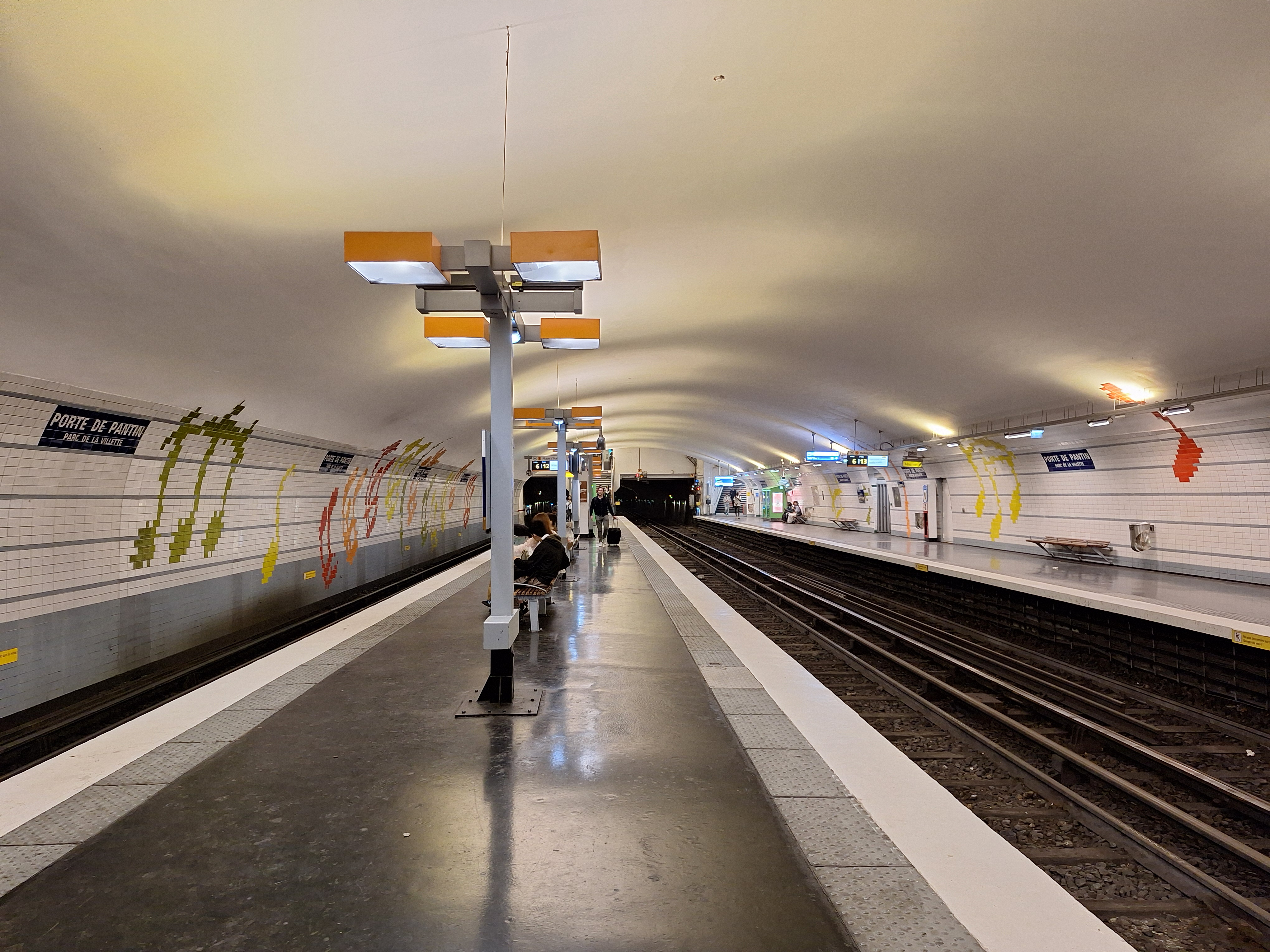
Les quais vus en direction de Bobigny - Pablo Picasso.
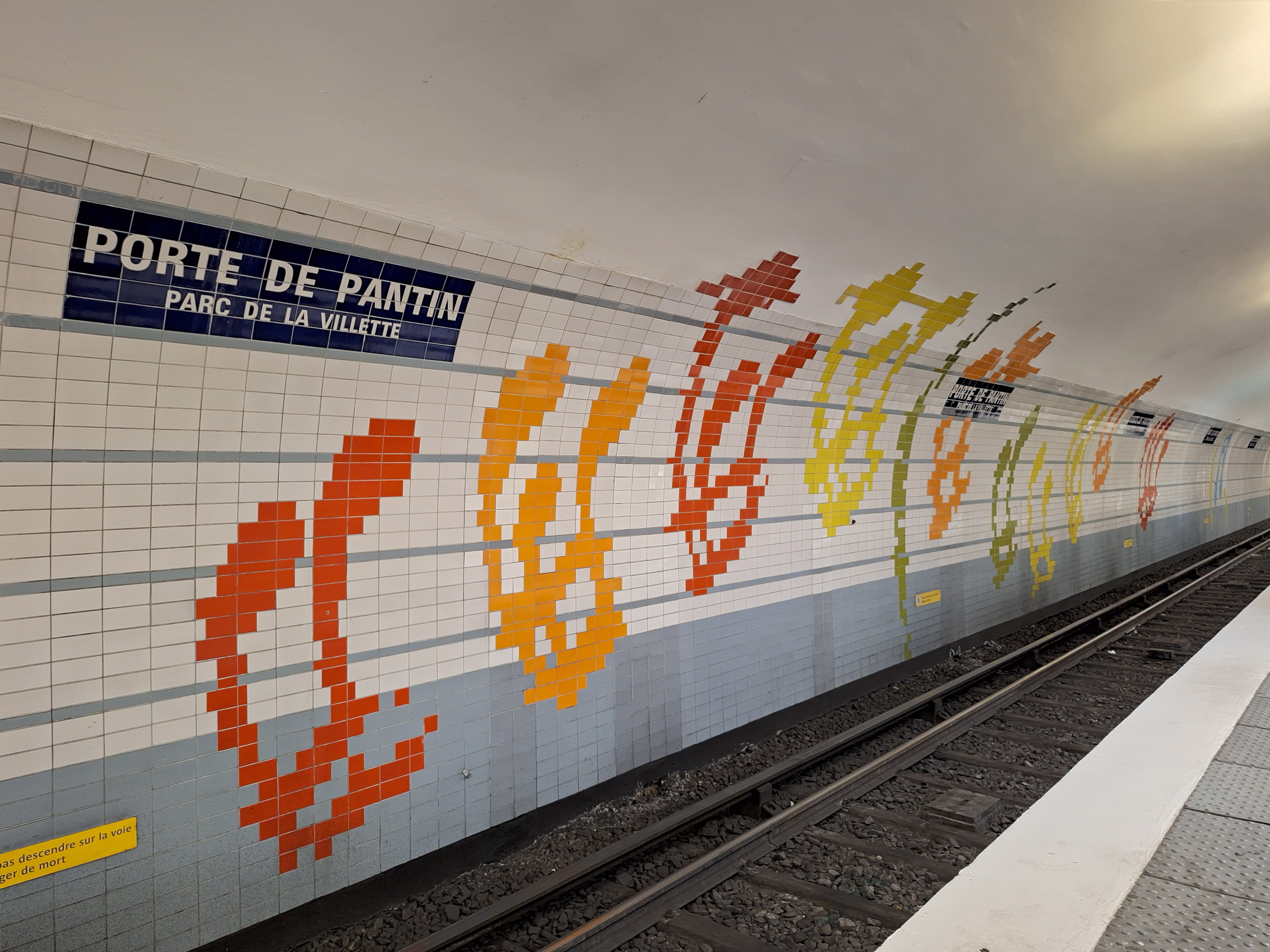
Détail de la décoration culturelle en céramique.
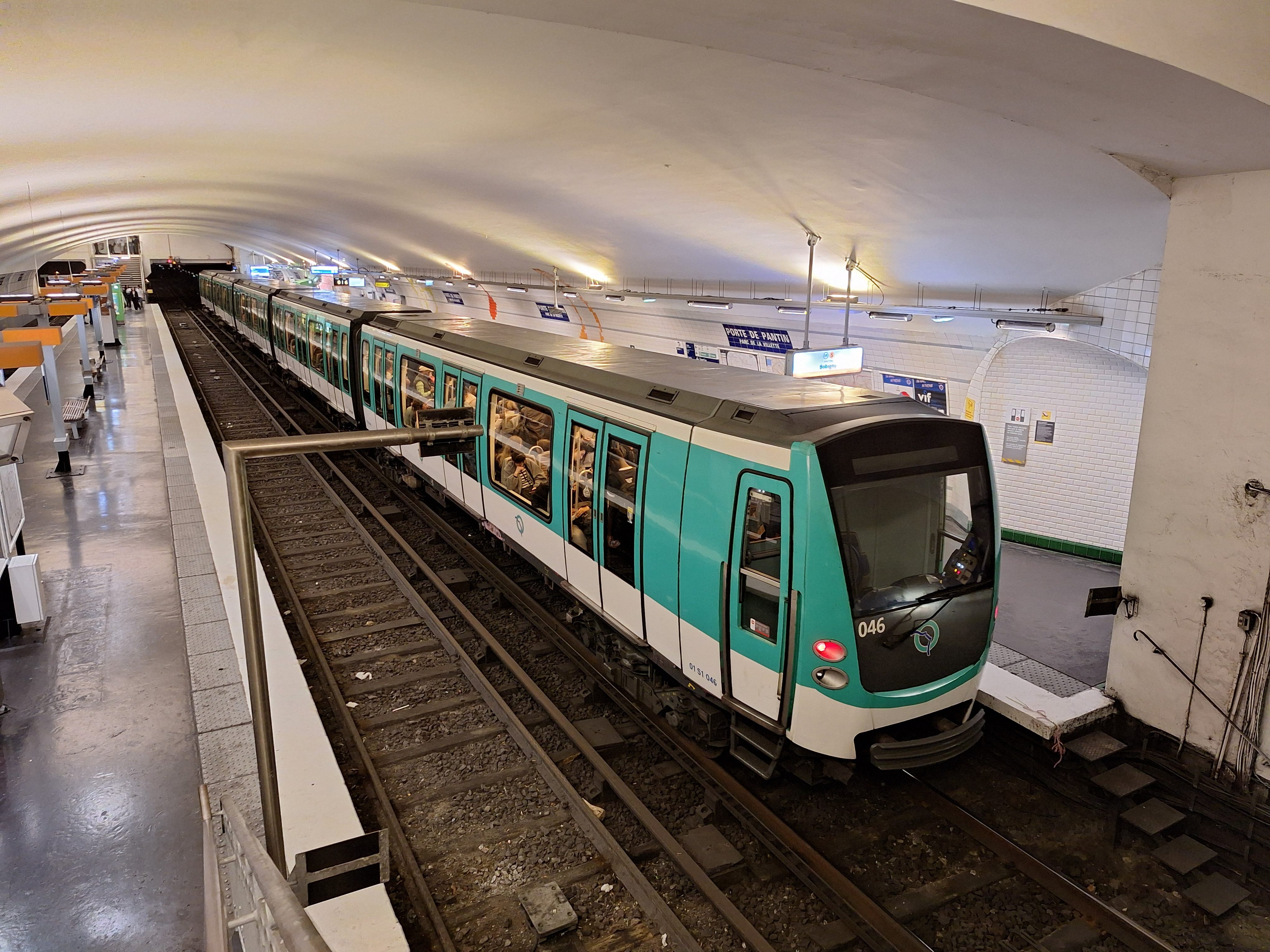
Arrêt d'une rame MF 01 en direction de Bobigny.
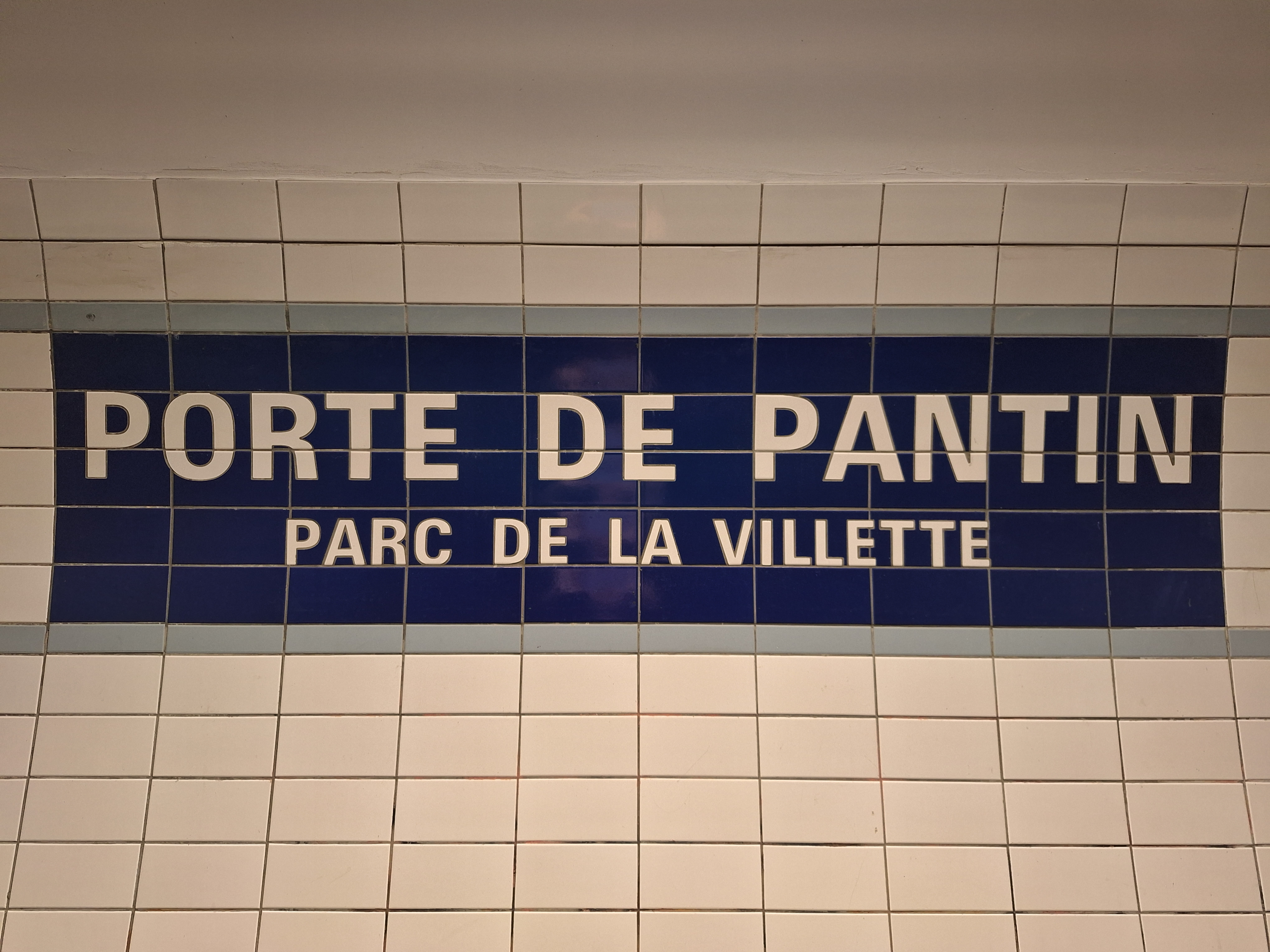
Faïence murale incorporant le nom de la station.
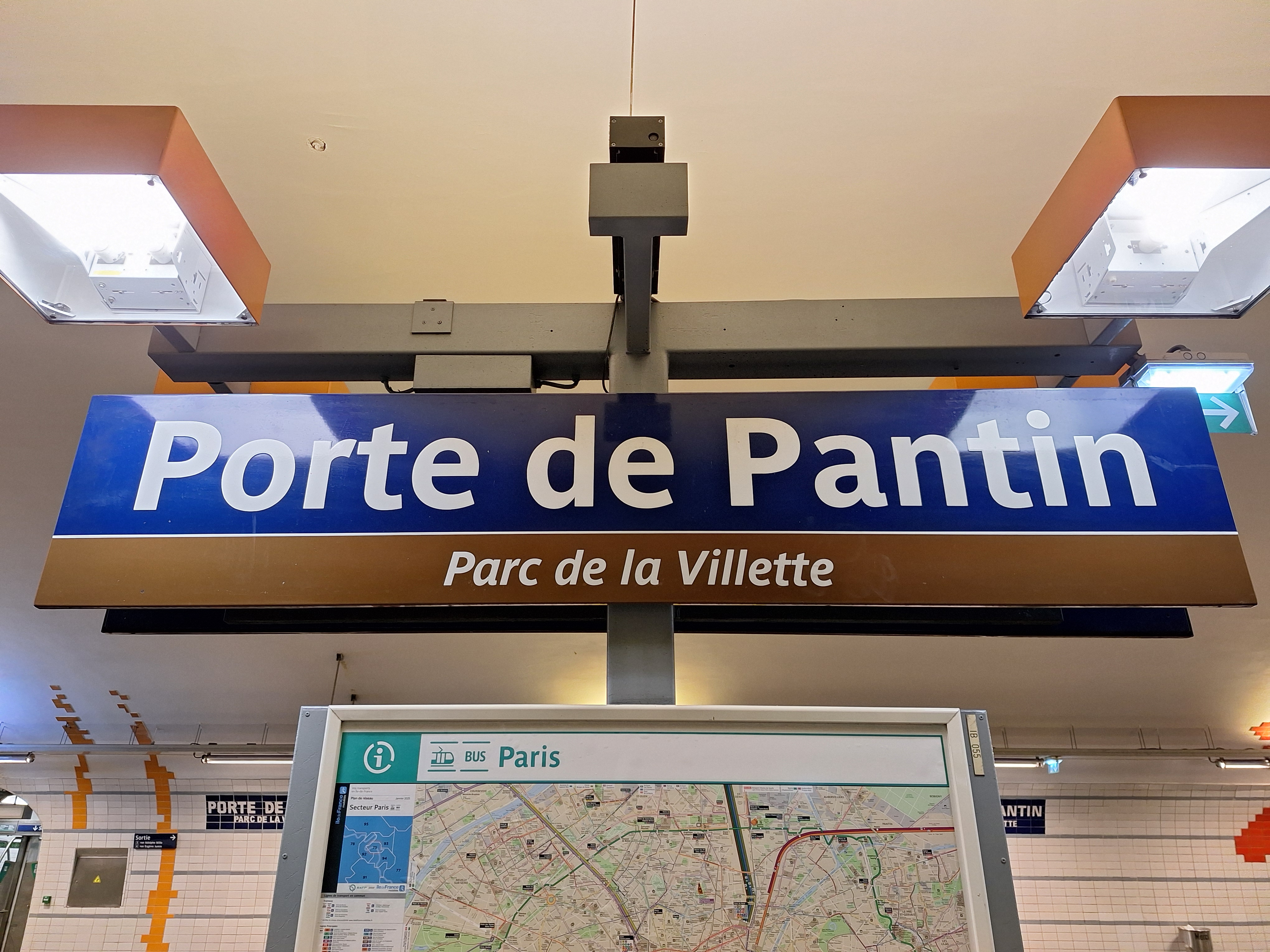
Plaque émaillée indiquant le nom de la station.

### Intermodalité

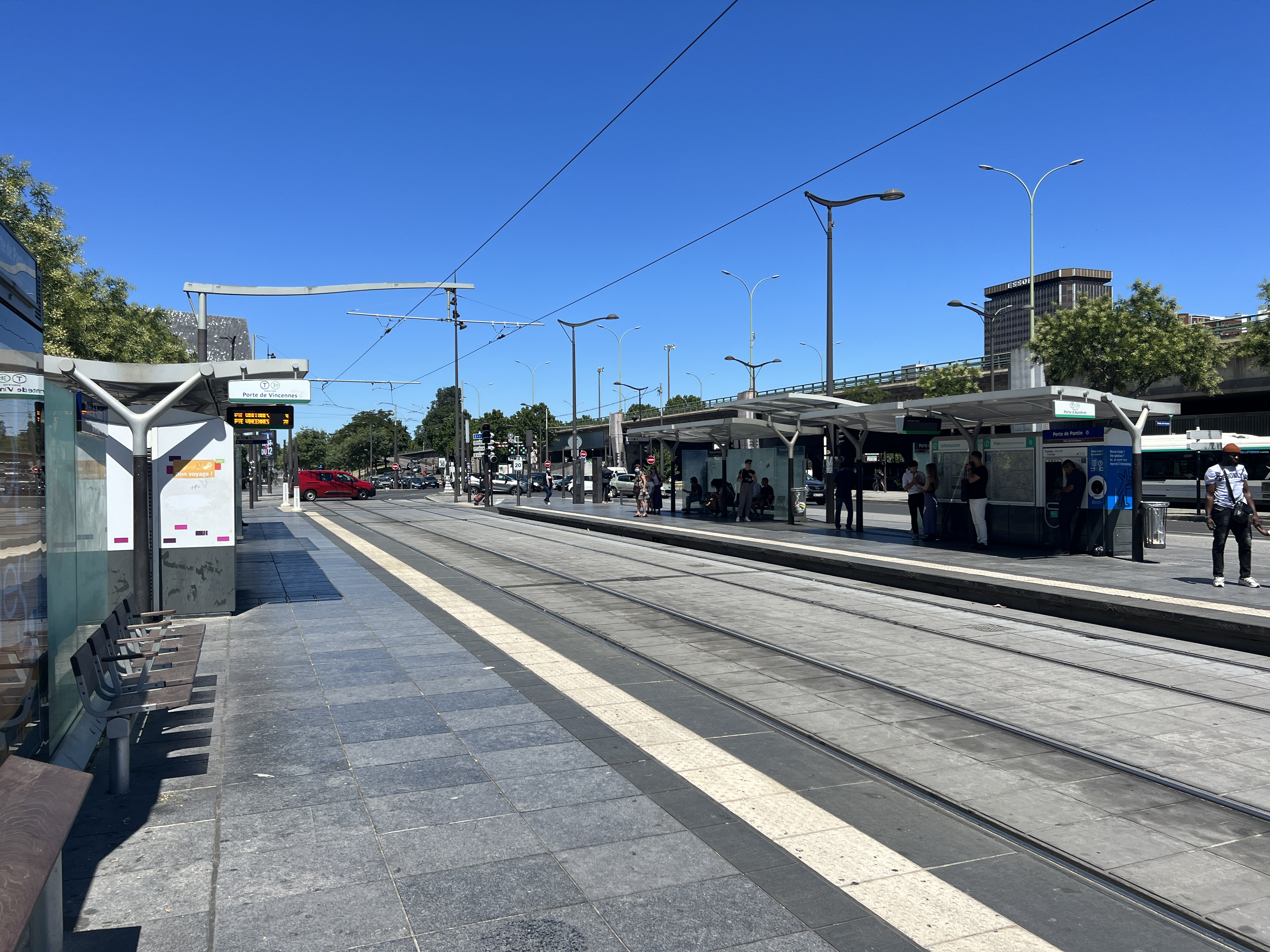
La station Porte de Pantin du tramway T3b, en 2022.

La station est desservie par les lignes 75, 151 et 170 du réseau de bus RATP et, la nuit, par les lignes N13, N41 et N45 du réseau de bus Noctilien.
Elle est également en correspondance avec la ligne 3b du tramway d'Île-de-France depuis la mise en service de celle-ci entre Porte de Vincennes et Porte de la Chapelle, intervenue le 15 décembre 2012.

## Projet
Il est prévu que la station constitue le terminus occidental de la future ligne 3 du T Zen à compter de 2030,,.

## À proximité
- Porte de Pantin (point de départ de la route nationale 3)
- Parc de la Villette
- Conservatoire national supérieur de musique et de danse de Paris
- Cité de la musique - Philharmonie de Paris
- Musée de la Musique
- Fontaine du Château d'eau
- Théâtre Paris-Villette
- Grande halle de la Villette
- Église Sainte-Claire
- Square de la Marseillaise
- Darse du fond de Rouvray
- Philharmonie de Paris
- Le Trabendo
- Le Zénith Paris - La Villette
- Canal de l'Ourcq